# Вікно навпроти (фільм, 1991)
«Вікно навпроти» — український радянський детективний художній фільм, знятий режисером Едуардом Дмитрієвим на студії Укртелефільм у 1991 році за мотивами оповідання Корнелла Вулріча «Вікно у двір».

## Сюжет
Детектив Хелл Джеффріс (Валентинас Масальскіс), котрий переніс травму, змушений цілими днями сидіти в кріслі і від нудьги дивитися у вікно. Вже через якийсь час Джеффріс добре вивчив усіх сусідів у будинку навпроти, їхню поведінку та звички. Зміни в житті одного чоловіка, що живе з хворою дружиною, наштовхнули його на думку про вбивство. Жінка зникла, але ніхто не бачив, як вона виходила з будинку…

## У ролях
- Валентинас Масальскіс — Хелл Джеффріс
- Альберт Філозов — Сем
- Воладимир Басов-молодший — Бойн
- Борис Клюєв — містер Торвальд
- Любомирас Лауцявичус — лікар Престон
- Віра Щуревська — знайома Торвальда